# Теренс Гілл
Теренс Гілл (англ. Terence Hill; 29 березня 1939) — італійський актор, справжнє ім'я Маріо Джиротті (італ. Mario Girotti).

## Життєпис
Маріо народився 29 березня 1939 року у Венеції, в сім'ї фармацевта. Батько був італійцем, мати німкенею. В дитинстві сім'я жила в містечку Ломмач (недалеко від Дрездена), Німеччина, де вони рятувались від бомбардувань. Після війни сім'я переїхала в Рим. Маріо з дитинства захоплювався плаванням і веслуванням. На тренуваннях він познайомився зі своїм майбутнім партнером по зйомках Карло Педерсолі, більш відомим як Бад Спенсер, який виступав за ту ж команду.

## Кар'єра
У 12 років Маріо вперше знявся в кіно коли італійський режисер Діно Різі вибрав його на головну роль у фільмі «Канікули для гангстера». У 1957 році Маріо знявся у фільмі «Велика блакитна дорога», де його партнером був Ів Монтан. У 1958 році актор брав участь у телефільмі за мотивами роману Оскара Уайльда «Портрет Доріана Грея». Після вивчення класичної літератури в Університеті Риму протягом трьох років, він вирішив присвятити весь свій час акторству. У 1963 році італійський режисер Лукіно Вісконті запросив Джиротті на одну з ролей у фільмі «Леопард», де також були задіяні Берт Ланкастер, Клаудія Кардинале і Ален Делон. Наприкінці 1960-х років став набирати популярність жанр, для якого пізніше було придумано назву «спагеті-вестерн». У 1967 році Джиротті бере псевдонім Теренс Гілл. Маріо вибрав нове ім'я зі списку, складеного продюсерами, керуючись тим, що у його матері (Hildegard Thieme) ті ж ініціали. З рекламних міркувань громадськості було сказано що було взяте ім'я дружини, хоча її ім'я тоді було Лорі Цвіклбауер (Lori Zwicklbauer). В титрах чергової картини «Джанго: Бог простить. Я — ні!» справжнє ім'я актора вперше було замінено псевдонімом. Цей фільм став першим, де як напарник Теренса з'явився його колишній товариш по басейну Бад Спенсер, разом вони з'явилися у 18 фільмах.

## Фільмографія
| Рік  |   | Українська назва                    | Оригінальна назва                  | Роль                                                  |
| ---- | - | ----------------------------------- | ---------------------------------- | ----------------------------------------------------- |
| 1959 | ф | Черазелла                           | Cerasella                          | Бруно                                                 |
| 1959 | ф | Музичний автомат кричить про любов  | Juke box — Urli d'amore            | Отелло                                                |
| 1963 | ф | Леопард                             | Il gattopardo                      | граф Кавріагі                                         |
| 1964 | ф | Серед шулік                         | Unter Geiern                       | Бейкер молодший                                       |
| 1967 | ф | Джанго: Бог простить. Я — ні!       | Dio perdona... Io no!              | Кет Стівенс                                           |
| 1968 | ф | Приготуй труну                      | Preparati la bara!                 | Джанго                                                |
| 1968 | ф | Козирний туз                        | I quattro dell'Ave Maria           | Кет Стівенс                                           |
| 1969 | ф | Золоті копальні                     | La collina degli stivali           | Кет Стівенс                                           |
| 1970 | ф | Мене звуть Трійця                   | Lo chiamavano Trinità...           | Трійця                                                |
| 1971 | ф | Мене все ще звуть Трійця            | Continuavano a chiamarlo Trinità   | Трійця                                                |
| 1972 | ф | Давайте, хлопці                     | Più forte, ragazzi!                | Плата                                                 |
| 1972 | ф | Людина зі сходу                     | E poi lo chiamarono il magnifico   | Томас Фітцпатрік                                      |
| 1973 | ф | Мене звуть Ніхто                    | Il mio nome è Nessuno              | Ніхто                                                 |
| 1974 | ф | ...інакше ми розсердимось           | Altrimenti ci arrabbiamo           | Кід                                                   |
| 1974 | ф | Два місіонери                       | Porgi l’altra guancia              | Батько                                                |
| 1975 | ф | Геній, два земляка та пташеня       | Un genio, due compari, un pollo    | Джо Сенкс                                             |
| 1977 | ф | Борці зі злочинністю                | I due superpiedi quasi piatti      | Метт Кірбі                                            |
| 1977 | ф | Іди вперед або помри                | March or Die                       | Марко Сегрейн                                         |
| 1978 | ф | Орел чи решка (фільм)               | Pari e dispari                     | Джонні Фірпо                                          |
| 1979 | ф | Я - за гіпопотамів!                 | Io sto con gli ippopotami          | Слім                                                  |
| 1980 | ф | Суперполіцейський                   | Poliziotto superpiù                | Дейв Спід                                             |
| 1981 | ф | Хто знаходить друга, знайде і скарб | Chi trova un amico trova un tesoro | Алан                                                  |
| 1983 | ф | Завжди готові                       | Nati con la camicia                | Роско Фрейзер / Штейнберг                             |
| 1984 | ф | Суцільні неприємності               | Non c'è due senza quattro          | Еліот Венс/Бастиліан Коїмбра де ля Тринідад і Азаведа |
| 1985 | ф | Суперполіцейські з Маямі            | Miami Supercops                    | Дуг Беннет / директор Джей Донелл                     |
| 1987 | ф | Ренегат                             | Renegade                           | Люк                                                   |
| 1991 | ф | Щасливчик Люк                       | Lucky Luke                         | Лакі Люк                                              |
| 1994 | ф | Любителі неприємностей              | Botte di Natale                    | Тревіс                                                |
| 1997 | ф | Віртуальна зброя                    | Cyberflic                          | Скімс                                                 |